# توزیع (علم اقتصاد)
در علم اقتصاد، چگونگی تقسیم تولید، درآمد یا ثروت در میان افراد یا در میان عوامل تولید (از قبیل کار، زمین، و سرمایه) توزیع نامیده می‌شود. در نظریه عمومی و حسابهای درآمد و تولید ملّی، هر واحد تولید مطابق یک واحد درآمد است. یکی از کاربردهای حسابهای طبقه‌بندی عوامل درآمد و اندازه‌گیری سهام متناظر با آن است همانند آنچه در مورد درآمد ملی رخ می‌دهد. اما هنگامی که درآمد افراد و خانوارها در کانون توجه باشد، تطابق با حساب‌های ملّی یا دیگر منابع اطلاعاتی مکرراً صورت می‌پذیرد. در این صورت، اغلب دو موضوع مورد توجه است: ابتدا کسری از درآمد که به x درصد خانوار بالا (یا پایین) و y درصد خانوار بعدی و به همین ترتیب خانوارهای بعد (برای مثال در قالب پنجک) تعلق می‌گیرد. و ثانیاً عواملی (نظیر جهانی‌سازی، سیاست مالیاتی، فناوری و...) که می‌توانند بر خانوارها تأثیر بگذارند.

## کاربردهای توصیفی، نظری، علمی و رفاهی
توزیع درآمد عنصر قابل مشاهده در آیندهٔ هر اقتصاد را توصیف می‌کند. از توزیع به منزلهٔ درونداد برای سنجش نظریه‌هایی مانند نظریهٔ سرمایهٔ انسانی و نظریهٔ تبعیض اقتصادی که توزیع درآمد را شرح می‌دهند، استفاده شده است (Becker, 1993, 1971).
در اقتصاد رفاه سطح امکانات تولیدِ امکان‌پذیر از توزیع درآمد میان آن امکانات تولید متمایز می‌گردد. اما در نظریهٔ رسمی رفاه اجتماعی، قوانین انتخاب از میان توزیع‌های امکان‌پذیر درآمد و تولید، روشی برای نشان دادن اقتصاد هنجاری در سطحی بسیار کلی محسوب می‌شوند.

## نظریهٔ توزیع نئوکلاسیک
در اقتصاد نئوکلاسیک، عرضه و تقاضای هر عامل تولید برای تعیین تولید تعادل، درآمد، و توزیع درآمد در بازارهای عامل بر یکدیگر تاثیر متقابل می‌گذارند. تقاضای عامل به نوبهٔ خود رابطهٔ بازدهی نهائی همان عامل را در بازار تولید در بر می‌گیرد. این تحلیل نه تنها در مورد سرمایه و زمین بلکه در توزیع درآمد در بازارهای کار به کار می‌رود.
مدل رشد نئوکلاسیک توضیحی از چگونگی تعیین توزیع درآمد بین سرمایه و کار در بازارهای رقابتی در سطح اقتصاد کلان و در طول زمان همگام با تغییر فناوری و تغییرات در حجم سهام و نیروی کار ارائه می‌دهد. تحولات جدید در زمینه تمایز بین سرمایهٔ انسانی و سرمایهٔ فیزیکی و همچنین بین سرمایهٔ اجتماعی و سرمایهٔ شخصی به تحلیل توزیع عمق بخشیده‌اند.

## آمار
ویلفرد پارتو پیشنهاد کرد که توزیع درآمد را می‌توان به منزلهٔ مصداق قانون توان در نظر گرفت. امروزه این تعریف به توزیع پارتو معروف است.

## یادداشت
- کالا (اقتصاد)
- درآمد
- توزیع ثروت
- ثروت
- ثروت (اقتصاد)

## نظریات توزیع

### نظریه توزیع کلاسیک
- اقتصاد کلاسیک: نظریه ارزش

### نظریه توزیع مارکسیستی
- اقتصاد مارکسیستی: نظریات اقتصادی مارکس
- ارزش تولید

## نظریهٔ توزیع نئوکلاسیک
- مدل نئوکلاسیک اقتصاد خرد برای عرضه و تقاضا در بازار کار
- تابع تولید
- طرح سازمان صنعتی
- مبانی نظریه تولید

## اقتصاد هنجاری توزیع
- اقتصاد رفاه

عدالت توزیعی
عدالت (اقتصاد)
نظریه انتخاب اجتماعی
تابع رفاه اجتماعی 
1. ↑  Paul A. Samuelson and William D. Nordhaus (2004). Economics, 18th ed., [end] Glossary of Terms, "Distribution."
2. ↑  "Glossary "Factor income"". Bureau of Economic Analysis, U.S. Department of Commerce. 2 October 2006. Archived from the original on 12 June 2018. Retrieved 2010-11-09.
3. ↑  John Bates Clark (1902). The Distribution of Wealth. Analytical Table of Contents).
4. ↑  Philip H. Wicksteed (1914). “The Scope and Method of Political Economy in the Light of the ‘Marginal’ Theory of Value and Distribution," Economic Journal,  24(94), pp. 1–23.
5. ↑  George J. Stigler (1941). Production and Distribution Theories: The Formative Years (analytical exposition of successive contributions by ten neoclassical economists from about 1870 to 1910). New York: Macmillan. Chapter-preview links.
6. ↑  C.E. Ferguson (1969). The Neoclassical Theory of Production and Distribution. Cambridge. Description & review excerpt.
7. ↑  J.R. Hicks (1932, 2nd ed., 1963). The Theory of Wages. London: Macmillan.
8. ↑  F.H. Hahn (2008). "neoclassical growth theory,"  The New Palgrave: A Dictionary of Economics. Abstract.